# Brakkfjället

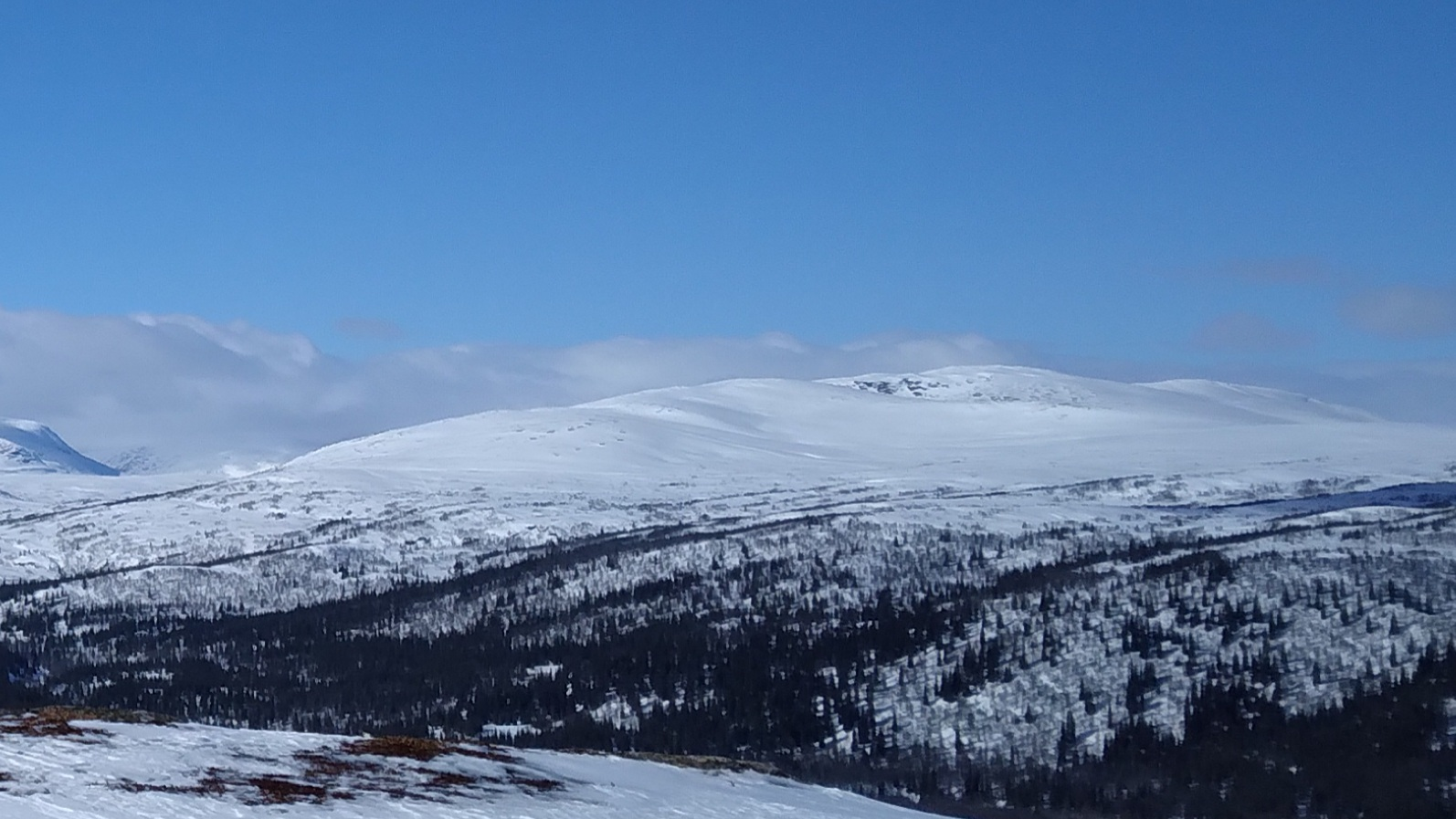
Brakkfjället sett från Jormliklumpen.

Brakkfjället (Praahkoevielientjahke) är ett fjäll i Frostvikens socken, Strömsunds kommun, Jämtlands län. Fjället ligger i den nordligaste delen av Blåsjöfjälls naturreservat, och är högsta punkt där med sina 1032 meter över havet. Den högsta toppen ligger runt 500 meter från den norska gränsen. Fjället ligger norr om sjön Silisjaure och från den östra sidan  av Brakkfjället rinner Brakkån, som mynnar ut i Stor-Blåsjön.